# Jōdō

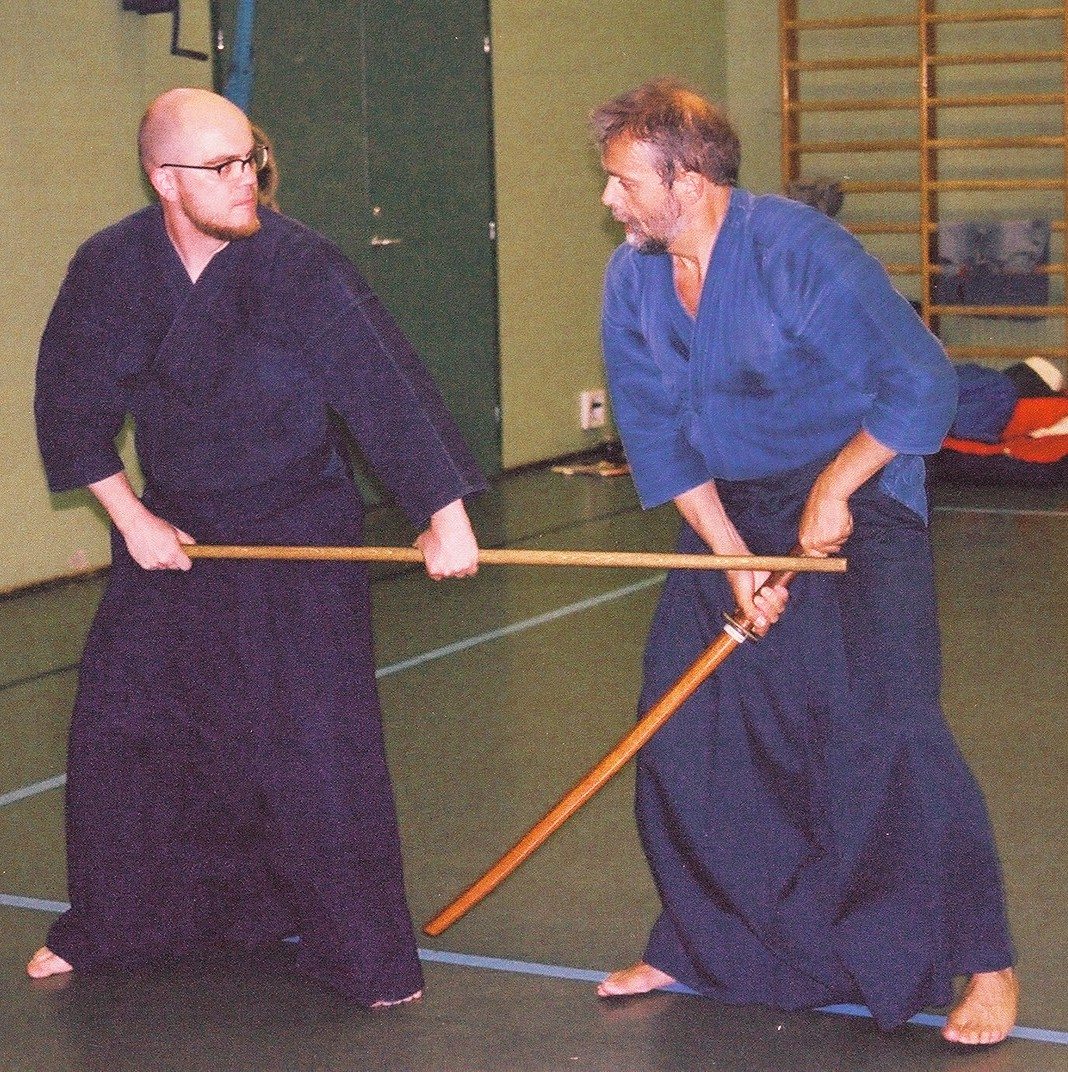
Jōdō-Technik

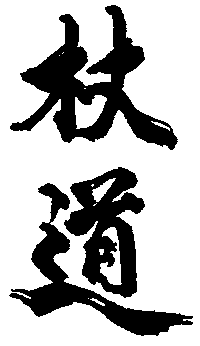
Jōdō in Kanji

Jōdō [dʒoːdoː] (japanisch 杖道) ist eine alte japanische Kampfkunst mit dem Jō, einem Hartholzstock aus japanischer Eiche von 128 cm Länge (4 Shaku, 2 Sun, 1 Bu) und mit einem Durchmesser von 2,4 cm (8 Bu). Der Praktizierende des Jōdō wird Jōdōka genannt.
Jōdō ist eine in sich eigenständige, abgeschlossene Kampfkunst. So wird der Jō im Jōdō ausschließlich zur Verteidigung gegen das japanische Schwert (Katana) benutzt. Ein Katana-Schnitt kann einen Jō gebrauchsuntauglich machen, aber kaum durchtrennen; umgekehrt ist ein geübter Jōdōka imstande, mit einem Jō-Hieb ein Katana zu zerbrechen oder einen tödlichen Körpertreffer, etwa zur Schläfe oder zum Sonnengeflecht (Plexus solaris), zu führen. Im Training wird das Katana durch ein hölzernes Bokken simuliert.
Abgrenzung: Der Jō ist dasselbe Instrument, wie es in anderen japanischen Kampfkünsten ebenfalls verwendet wird, beispielsweise im Aikidō. Die Zielsetzung im Umgang mit dem Jō ist in diesen Disziplinen jedoch eine andere.

## Entstehung
Jōdō wurde ca. 1605 von dem Samurai Muso Gonnosuke begründet. Die Überlieferung berichtet, dass Muso Gonnosuke als Schwertkämpfer unbesiegt war, bis er sich bei einer Begegnung mit Miyamoto Musashi hilflos gegen dessen überlegene Schwerttechnik fand. Daraufhin meditierte er, bis er im Traum eine Eingebung hatte und daraufhin den Jō entwickelte. Dementsprechend wurde seine neue Kampfkunst später Shindo Muso Ryu (auch Shinto Muso Ryu) genannt (etwa: Muso-Schule des himmlischen Wegs).

## Techniken
Der Jō ist ca. 30 cm länger als ein Katana, aber deutlich leichter und kürzer und damit wendiger als ein Bō. Er wird ebenfalls beidhändig geführt; dabei können die Hände umgreifen, den Jō wenden, oder ihn vor und zurück gleiten lassen.
Der Jō wird je nach dem Ziel des Stoßes oder Schlages unterschiedlich geführt:
- Zur Verhinderung eines Schwertschlages wird der Jō quer auf oder unter den Schwertgriff oder die Handgelenke des Angreifers geführt und drückt sie nach unten beziehungsweise oben. Arbeitspunkt ist die Länge des Jō.
- Zur Abwehr des Schwertes wird der Jō in einer diagonalen Kurve geschlagen, die tangential mit dem Schwertschlag zusammentrifft und das Schwert damit seitlich ablenkt. Arbeitspunkt ist das vordere Viertel des Jō.
- Zum Angriff auf den Gegner wird der Jō in einer Kurve zur Schläfe geschlagen oder zum Solarplexus beziehungsweise zu den Augen hin gestoßen. Arbeitspunkt ist die vordere Kante des Jō.

## Das Training
Jōdō wird im Dōjō geübt. Optimal ist ein glatter Holzfußboden. Die traditionelle Trainingsuniform besteht aus einer dunkelblauen Kendō-Jacke und einem dunkelblauen Hakama. Üblich ist auch die Kombination einer weißen Uwagi-Jacke mit blauen oder schwarzem Hakama.
Wie für die Koryū-Schulen typisch, wird Jōdō in Form von Kata als Partnerübung gelehrt: Der Lehrer übernimmt mit einem Bokken die Rolle des Angreifers (Uchidachi = „schlagendes Schwert“), der Schüler (Shidachi = „ausführendes Schwert“) übt die Kata mit dem Jō. Später lernt der Schüler dann auch die Schwertseite zu übernehmen.

### Die Kihon
Vor den eigentlichen Kata übt der Schüler die Kihon (= Grundformen). Dies sind 12 Formen, die um 1929 von Shimizu Takaji als elementare Bestandteile aus den Jō-Kata herausdestilliert wurden. Die Kihon werden zunächst als Einzelübung (Kihon tandoku) und dann als Partnerübung (Kihon sōtai) gemeinsam mit einem Uchidachi mit Bokken trainiert.
Im Training der Kihon und der Kata wird auf strikte Einhaltung der Form geachtet: Die Abfolge und die korrekte Ausführung aller Bewegungen sind genau definiert.
Es gibt 12 Kihon-Techniken:
- Honte Uchi (本手打)
- Gyakute Uchi (逆手打)
- Hiki Otoshi Uchi (引落打)
- Kaeshi Tsuki (返し突)
- Gyakute Tsuki (逆手突)
- Maki Otoshi (巻落)
- Kuri Tsuke (繰付)
- Kuri Hanashi (繰放)
- Tai Atari (体当)
- Tsuki Hazushi Uchi (突外打)
- Dobarai Uchi (胴払打)
- Tai Hazushi Uchi (体外打)

### Die Kata
Jede Kata verläuft nach einem festen Muster: Gruß; Einnahme der Ausgangsposition; Angriff des Uchidachi; Abwehr durch Shidachi mit Gegenangriff und Bedrohung des Uchidachi (gegebenenfalls weitere Angriffe und Abwehr); Uchidachi signalisiert sein Aufgeben; beide Seiten ziehen sich auf ihre Ausgangspositionen zurück und grüßen ab.
Es gibt 7 Serien von Jō-Kata in ansteigender Schwierigkeit:
- 12 Kata omote (= vorn)
- 12 Kata chudan (= mittlere Stufe)
- 2 Kata ran-ai (= Unordnung-Harmonie)
- 12 Kata kage (= Schatten)
- 6 Kata samidare (= Mairegen)
- 5 Kata gohon no midare (= Regen der 5 Wurzeln (?))
- 12 Kata okuden (= verborgen/geheim)

Die gohon no midare-Serie wurde erst um 1939 vom Shimizu Takaji entwickelt.

#### Die Seitei-gata
Die oben genannten Kata des Shindo Muso Ryū werden auch als die Koryū-Kata bezeichnet. Aus diesen Kata wurden von der Nihon Kendo Federation 12 Kata ausgewählt, die als Seitei-gata (festgelegte Kata) dazu dienen, den Schülern anderer Budō-Disziplinen – insbesondere Kendō – eine Einführung in die Jōdō-Formen zu geben. (Ebenso gibt es eine weitere Serie von Seitei-gata zur Einführung in die Schwertkunst Iaidō.) Diese Seitei-gata sind auch mit den zugrunde liegenden Koryū-Kata nicht völlig identisch; insbesondere ist die Haltung des Ausführenden stärker zum Angreifer geöffnet.
Die Seitei-Kata heißen:
- Tsuki Zue (着杖)
- Suigetsu (水月)
- Hissage (引提)
- Shamen (斜面)
- Sakan (左貫)
- Monomi (物見)
- Kasumi (霞)
- Tachi Otoshi (太刀落)
- Rai Uchi (雷打)
- Seigan (正眼)
- Midare Dome (乱留)
- Ran Ai (乱合)

## Die Sonder-Kata
Als typische Koryū-Schule ist Shindo Muso Ryu praxisorientiert und eklektizistisch. Im Lauf der Zeit wurden nicht nur die Kata angepasst (s. o.), sondern auch andere Budosysteme integriert. Die entsprechenden Kata sind üblicherweise nur den fortgeschrittenen Jōdōka vorbehalten.

### Schwert
Da Jōdō die Verteidigung gegen einen Angriff mit dem Katana lehrt, muss die Schule auch einen realistischen Schwertangriff darstellen können; dies wird in einer Serie von 12 Kata Shinto Ryu Kenjutsu gelehrt. Hiervon sind 8 Kata mit dem Katana auszuführen, 4 Kata mit dem Wakizashi (Kurzschwert von ca. 60 cm Länge).
Bereits der Gründer Muso Gonnosuke hatte eine Lehrlizenz des Tenshin Shoden Katori Shinto Ryu („TSKSR“), einer der ältesten japanischen Schwertkampftraditionen. Die jetzigen Kata werden historisch mit dieser TSKSR-Tradition in Verbindung gebracht, unterscheiden sich aber stark von den heutigen Formen des TSKSR. Es ist offen, ob dies auf dem Einfluss anderer Schulen, auf unterschiedlichen Überlieferungszweigen oder auf Weiterentwicklung der Formen im Laufe der Zeit beruht.

### Fesselung:Hojōjutsu
Das Fesseln war ein Schnittpunkt von Kampfkunst und Etikette:
- Der besiegte Gegner sollte sicher fixiert werden;
- diese Fesselung sollte nicht nur wirksam, sondern auch symmetrisch und ästhetisch ansprechend sein;
- schließlich musste im Ständestaat der Tokugawa jeder soziale Stand auch durch eine spezifische Art der Fesselung identifiziert werden.

Hojōjutsu war bis zur Mitte des 20. Jahrhunderts auch eine Fertigkeit der japanischen Polizeibeamten.
Wahrscheinlich schon über Matsuaki Kinzaemon, einen direkten Schüler von Muso Gonnosuke, wurde die Ittatsu-Ryu-Schule des Fesselns in das Shindo Muso Ryu eingebracht. Benutzt wird eine Schnur von ca. 5 m Länge und 3–4 mm Dicke.
Es gibt drei Serien von Hojōjutsu-Kata:
- 9 Kata ge (= unten),
- 8 Kata chu (= mittlere),
- 8 Kata jo (= oben).

### Schwertbrecher:Jitte
Der Jitte ist ein Metallstab von ca. 45 cm Länge mit einer seitlichen Gabelzinke oberhalb des Griffs (vergleichbar einem einseitigen Sai). Er diente insbesondere den Polizeibeamten unter dem Tokugawa-Shogunat dazu, das Schwert eines Angreifers entweder durch einen Schlag zu zerbrechen oder es aufzufangen und ihm möglichst aus der Hand zu winden.
Es gibt eine Serie mit 12 Kata für Jutte aus der Ikkake Ryu-Schule, die ebenfalls von Matsuaki Kinzaemon gegründet wurde (vgl. zu „Fesselung“).

### Kettensichel:Kusarigama
Das Kusarigama ist eine Kombinationswaffe aus Sichel (Kama) und einer Metallkugel, die durch eine Kette verbunden sind. Die Koryu-Schulen verwenden unterschiedliche Formen dieser Waffe. Das Jodo-Kusarigama besteht aus einem Griff von ca. 40 cm Länge mit einer rechtwinklig abstehenden, geraden zweischneidigen Klinge von ca. 30 cm Länge. Beide sind durch einen gekrümmten Bügel verbunden. Am unteren Ende des Griffs ist eine Kette von ca. 3,60 m Länge befestigt, die am Ende mit einer Metallkugel beschwert ist. (Bei den anderen Kusarigama-Typen sind Klinge und Kette in der Regel am selben Ende des Griffs befestigt.)
Als Multifunktionswaffe eignet sich das Kusarigama zum Schneiden und Stechen; der Gegner kann durch Wurf der (rückholbaren) Kugel verletzt oder sogar betäubt werden; mit der Kette kann eine gegnerische Waffe eingefangen und immobilisiert werden. Durch diese vielfältigen Einsatzmöglichkeiten und die große Reichweite der Kette konnte der Kusarigama-Kämpfer auch für gute Schwertkämpfer gefährlich werden. Sie benötigt jedoch Raum und ist deshalb weniger für den kriegerischen Einsatz, sondern vor allem für Auseinandersetzungen im Freien und zwischen einzelnen Personen geeignet.
Shindo Muso Ryu Jodo kennt 3 Serien von Kata für das Kusarigama:
- 12 Kata omote (= vorn)
- 12 Kata ura (= rückseitig)
- 6 kata okuden (= verborgen)

### Kurzstock:Tanjo
Etwa in der 2. Hälfte des 19. Jahrhunderts übernahm Shindo Muso Ryu eine neue Kunst, die aus der Begegnung mit dem westlichen Spazierstock entstanden war. Die neue Kunst, die zunächst Sutekki-jutsu („Stick-jutsu“) hieß, soll von Uchida Ryogoro erfunden worden sein, der sie auch in den Shindo Muso Ryu-Unterricht einbrachte. Anders als der Jō wird der Tanjo fast ausschließlich einhändig geführt. Heute wird kein Spazierstock, sondern ein gerader Stock von ca. 90 cm Länge benutzt.
Das Uchida Ryu Tanjo-jutsu umfasst eine Serie von 12 Kata.
Siehe auch Hanbō.